# Empathik
 (juin 2017).
Empathik est un groupe de hip-hop français, originaire de Drancy, en Seine-Saint-Denis. Formé en 2000, le groupe se compose d'Actéon et de Sin'K.

## Biographie
En psychologie, l'empathie désigne la faculté de se mettre à la place d'autrui, de percevoir ce qu'il ressent. Le groupe Empathik choisit d'exprimer ses sentiments humains avec son rap.
En 2001, Empathik crée avec d'autres artistes engagés (notamment le MC Eastoar du groupe militant Pas Da Ran proche du groupe Assassin) le mouvement Devoir de mémoire (repris ultérieurement par des hommes politiques et des artistes plus célèbres tels que JoeyStarr). Ils seront présents sur la mixtape du mouvement, intitulée D6d : Devoir de mémoire, parue en avril 2001 (sur un instrumental de DJ Moos). En 2003, après plusieurs apparitions sur des mixtapes et compilations locales, Empathik produit Le Commencement. Cet album regroupe la plupart de leurs premiers morceaux, avec notamment le fameux 1899-1947 (Al Capone) ou le virulent Cosa 9.3, qui ont marqué les esprits de l'underground d'Île-de-France.
En 2004 sort un album de freestyles, Bientôt le maxi. La plupart des freestyles sont des inédits et les instrumentaux choisis sont tous américains (époque Mobb Deep, Hell on Earth). Sur cet opus, Sin'K rappe sur du metal aux riffs de guitares particulièrement agressifs tandis qu'Actéon, déverse en quelques vers sa haine misanthropique. L'un des morceaux  de cet album est Pour nous-mêmes, freestyle où le duo insulte un producteur de mixtapes[Qui ?]. Empathik revendique son indépendance et la gratuité de sa musique tant qu'une signature en maison de disques n'est pas finalisée (extrait : Je rappe pour la base, tu veux mon son gars ? Viens je te le grave !). 
En 2005, le groupe signe chez Incorrupt Records dans le but de sortir un EP. Tiré du néant, leur premier  album, sort en octobre 2005. Le groupe, opposé au système de l'industrie du disque, décide de tout distribuer gratuitement dans le but de diffuser au maximum « le message ». Les textes sont particulièrement virulents et le système politique hexagonal n'est pas épargné. La force de Empathik réside dans ses paroles qui évitent les clichés.
Les morceaux  sont quasiment tous placés sur des compilations de rap français. Le titre 9.3 de Galère est repris sur plusieurs compilations (notamment la compilation Cités 2 France). Les morceaux les plus appréciés sont le philosophique Enfer & Paradis, le sanglant Rien n'est hardcore (présent sur la compilation 93 Hardcore Vol. 1) et le très sombre Crise en thème (présent sur 93 Hardcore Vol. 2). Leurs paroles sont souvent comparées à celles d'artistes tels que Assassin, IAM, ou encore La Rumeur.
En 2007, Empathik s'ouvre aux autres MCs du rap français et décide de produire la compilation Incorrupt Hip-Hop avec un message clair : musique de qualité et GRATUITE. De nombreux artistes du milieu hip-hop français (La K-Bine, Casus Belli, El Gaouli, Sakage Kronik, JAV, RSP) mais également belge (Mone, Microglycérime) sont présents. Cette compilation sera téléchargée plus 7000 fois sur le site de téléchargement Jamendo, et environ 2600 fois sur le site de téléchargement en ligne français Grizzmine.com, sans compter les téléchargements issus des sites officiels d'Incorrupt Records et de Empathik. En 2008, le groupe est présent sur la compilation La Mémoire du Sous-Terrain Volume 2 (ER Production) avec le titre Eternelle Révolution, qui sera également repris en 2010 sur la compilation N.O.M. Mixtape Vol. 1 du label J.2. Trois,. Le groupe sort en 2009 un LP intitulé 8 Clos, toujours chez Incorrupt Records, avec des morceaux abordant ses thèmes de prédilection : les dirigeants politiques et les souffrances psychiques humaines, notamment.
Le groupe met fin à sa carrière artistique en 2009, peu de temps après la sortie de son dernier album baptisé "8 Clos". La principale raison évoquée est l'engagement à plein temps dans le secteur social de Sin'K, décrochant le Diplôme d’État d’Éducateur Spécialisé et travaillant dorénavant auprès de jeunes atteints de handicaps . Mais d'autres raisons peuvent expliquer cette fin brutale, notamment un certain écœurement du rap français exprimé sur leur site officiel : « Empathik? C'était servir l'Humain par le biais d'une musique solidaire qui a toujours été distribuée gratuitement. Mais rien de vaut une démarche à 100 % dédiée au Social, à ceux qui souffrent la plupart du temps en silence, dans l'indifférence générale... Le plus révoltant est de constater l'exploitation mercantile de cette détresse sociale par des rappeurs opportunistes et mythomanes. Une influence particulièrement néfaste auprès des plus jeunes, qui n'en retiennent que les propos orduriers et égocentriques, sans fond ni forme. » (extrait de la biographie du groupe).

## Style musical et influences
En 2005, les membres d'Empathik créent une association socio-culturelle à but non lucratif « Incorrupt Association ». Le but est d'aller à la rencontre des jeunes des quartiers classés Zone Urbaine Sensible et de leur proposer une assistance administrative afin de reprendre les études, trouver du travail ou simplement s'aérer l'esprit en enregistrant de la musique. L'association semble aujourd'hui avoir cessé son activité.  Les membres d'Empathik n'hésitent pas à diffuser régulièrement des communiqués de presse en rapport avec ce qu'ils considèrent comme étant des injustices contraires à leurs valeurs morales. Ainsi à la fin de 2007, à la suite des émeutes de Villiers Le Bel, le groupe s'en prend de manière virulente à la classe politique et aux médias qu'ils considèrent comme corrompus.[réf. nécessaire]

## Engagements
Empathik a également publié des articles sur la gratuité de la musique et s'interroge sur la notion du sens pour la chanson dite "engagée". Ils prennent pour appui les réflexions menées par la sociologue Béatrice Mabilon-Bonfils, qui a cité Empathik à plusieurs reprises parmi les artistes incarnant le renouveau de la « chanson militante » dans ses écrits,.
Pour les membres d'Empathik, « la marchandisation met à mal la spontanéité du discours engagé qui se trouve confrontée à de nouveaux "obstacles", comme ce que les artistes Hip hop nomment "l'industrie du disque". Obstacles qu'ils proposent de contourner par les moyens d'Internet : "le Rap français possède Internet comme outil principal. Reste à savoir si l'on désire vraiment tirer un trait sur l'argent afin de diffuser une prise de conscience collective. »
Concernant la notion du sens dans la chanson militante, Empathik pose deux questions principales : « quelle part prend l’ambition personnelle de l'artiste sur le « réel engagement militant » ? », et si « la crédibilité d'un projet artistique se résume au seul fait de "vendre"?. » Les raisons invoquées par le groupe comme participant à la perte de sens dans la musique engagée sont tout d'abord les visées pécuniaires et personnelles (l'égo) des artistes, puis le fait de vivre de son art, qu'Empathik considère comme étant un risque de couper les liens avec l'environnement social : « Pour l'artiste, le simple fait de travailler ou de chercher un emploi lui permet de ressentir les difficultés partagées par ses concitoyens. Vivre de la musique c'est se couper de la réalité sociale. » Le groupe compare ainsi les artistes privilégiant "l'argent au message" aux hommes politiques : "Evoquer dans ses chansons les expériences de la rue sans y avoir dormi ou la condition ouvrière sans avoir pointé à l'usine nous semble clairement peu pertinent. C'est un peu adopter le comportement des politiciens qui, grassement payés par l'argent du contribuable et n'ayant JAMAIS travaillé, parlent de supprimer des postes de fonctionnaires, de baisser le SMIC ou d'aménager le Code du travail".

## Discographie

### Albums
- 2003 : Le Commencement

1. 1899-1947 (Al Capone)
2. Sentinelle
3. La Divine Attitude 2 (solo Actéon)
4. Assume - en featuring avec Maldone X
5. J'me Fous De Tout (solo Sin'K)
6. Dédikass
7. La Divine Attitude 4 (solo Actéon)
8. Double H
9. K'importe Les Distractions (solo Sin'K)
10. Cosa 9.3 - en featuring avec Maldone X

- 2004 : Bientôt le Maxi (freestyle)

1. Couleur Haine
2. K'importe le Beat
3. Le 2 H
4. Le Rap n'est pas HxC
5. On ne Fait Rien et On Crève
6. Viré de Chez Moi
7. Casse
8. Pour Nous-Mêmes

- 2005 : Tiré du Néant

1. Intro
2. Crise En Thème
3. E.K Familha
4. Rien N'est Hardcore
5. 9.3. De Galère
6. Enfer & Paradis
7. Outro

- 2007 : Incorrupt Hip-Hop

1. Incorruptible Hip-Hop (S'Kaya feat. Empathik)
2. Triste Exposition (Empathik feat. VizionX1)
3. 10 Ans (La K-Bine)
4. Toujours Les Mêmes Thèmes (M2afiozo)
5. En Dessous D'ça (Mone)
6. Que Le Hip-Hop Renaisse (Empathik)
7. Je Fais Les Choses (Jav)
8. Corruption (Microglycérime)
9. Fait Historique (S'Kaya)
10. J'te Disais (Pesoa)
11. Encre Noire (Empathik)
12. Perdu Dans Les Ténèbres (Jet Lyrical)
13. Tout Ce Qu'on A En Tête (Sakage Kronik feat. Mast, Maro)
14. 4 Phases (Empathik feat. M2afiozo, Maldone X)
15. Rap De l'Ombre (Tony de La Famille 13)
16. J'irai Jamais Dire... (RSP feat. El Gaouli)
17. Utopies Perdues (Sin'K d'Empathik)
18. Eclosion (Impact)
19. Mon Parcours (Casus Belli)
20. Happy End (Maldone X d'Ammoniak)

- 2009 : 8 Clos

1. Naissance
2. Notre Héritage
3. Eternelle Révolution (feat. Jet Lyrical)
4. Huis Clos
5. Au Studio (feat. S'Kaya)
6. Confessions d'Hypocrites
7. Némésis Divina (feat. Alenak)
8. Je Meurs...
9. Le Mauvais Sort
10. Décès

### Apparitions
- 2001 : Empathik - "Devoir de Mémoire" présent sur la compilation Devoir de Mémoire du D6d crew.
- 2003 : Empathik feat Maldone X - "Cosa 9.3" présent sur la compilation d'Underground Mag N°1
- 2004 : Empathik feat Maldone X - "Le Règne de la Division" sur la compilation Voix du Silence de Unda C.Sion
- 2006 : Empathik - "9.3 de Galère" sur le street CD Cités de France
- 2007 : Empathik - "Crise en Thème" sur la compilation promotionnelle du site Jamendo Jamendo 4 The World[13]
- 2008 : Premier Impact feat. Empathik - « Mal-Aimé » sur le street CD « La Parole est une Arme »
- 2008 : Empathik - "Doux Pays de mon Offense" sur le street CD Rap Conscient / Street Tape de La K-Bine[14]
- 2008 : Empathik - « Ce Soir » et « Ils Nous Mentent » feat M2afiozo et Impact sur la compilation Proletaire Volume 3 de DJ Co
- 2008 : :Microglycérime feat. Empathik - « Frequence Underground » sur le street CD "Première Charge"
- 2008 : Empathik - « Juste un Freestyle » sur « Pourquoi se Taire? Volume 1 » de True Light Records
- 2008 : Empathik - « Encre Noire (remix) » sur Matières Inflammables Volume 2 de Homicide Production
- 2008 : S'Kaya feat. Empathik - « Valeurs Perdues » sur le EP « Freeway » de Incorrupt Records[15]
- 2008 : Empathik (Sin'K) - Double H sur "Clash Rap Volume 2"
- 2008 : Empathik - Eternelle Révolution sur La Mémoire du Sous-Terrain Volume 2 ER Production
- 2010 : Empathik - Eternelle Révolution sur la compilation du label J.2.Trois N.O.M. Mixtape Volume 1[16]